# Aurelio Espinosa Pólit
Aurelio Espinosa Pólit (Quito, 11 de julio de 1894-Quito, 21 de enero de 1961), fue un sacerdote, ensayista, poeta, crítico literario, traductor y catedrático universitario ecuatoriano. Sirvió como sacerdote de la orden de la Compañía de Jesús, fue cofundador de la Pontificia Universidad Católica del Ecuador e iniciador de la actual Biblioteca Aurelio Espinosa Pólit.

## Biografía
Nació en Quito el 11 de julio de 1894. Sus padres fueron Aurelio Espinosa Coronel y Cornelia Pólit Laso. Según su difundió el rumor, su nacimiento tuvo lugar en la biblioteca de su tío Manuel María Pólit y Laso, por lo que Aurelio solía decir, cuando viejo "Nací entre libros". Su padre fue un político alineado con los conservadores desde la época de García Moreno, profesor de la Universidad central desde el año 1885. Fue Consejero Municipal en 1888, Diputado por la provincia de Carchi en 1890. Su madre venía de una familia religiosa y sería hermana del que luego sería Arzobispo de Quito. Juntos eran dueños de la hacienda "La Armenia" que se encuentra a las afueras de la ciudad de Quito en el valle de los Chillos. Expatriado con su familia a la edad de 4 años, a raíz de la revolución liberal de 1895, fue a Europa donde haría la primaria en el Colegio St. Michel de los padres Saint Viateur, después viviría un tiempo en Suiza donde estudiaría en la Ecole Libre en Friburgo, de los Hermanos de las Escuelas Cristianas. Después estudiaría el bachillerato Namur (Bélgica).

### Educación y ordenación sacerdotal
Decidiría dedicar su vida a la religión por lo que ingresaría a la Compañía de Jesús. Después iría a Granada (España) porque sería destinado al Noviciado de aquella ciudad, donde estudiaría Filosofía. Allí mismo ejerció la docencia en la cátedra de Literatura, desde 1917 a 1921. Desde 1922 estudia teología en Sarriá (Barcelona) y el 31 de diciembre de 1924 recibe la ordenación sacerdotal de manos de su tío materno Mons. Manuel María Pólit Lasso, Arzobispo de Quito. Desde entonces el carácter sacerdotal se convierte en él, en vivencia íntima permanente. En 1927, se especializó en humanidades clásicas en la Universidad de Cambridge. Para entonces su formación en letras era completa y hablaba griego y latín, así como también inglés, francés e Italiano, además de su lengua materna el castellano.
Regresó al Ecuador, en 1928 y fue destinado por sus superiores a hacerse cargo de la dirección de estudios en el Colegio Noviciado que la Compañía de Jesús tenía en Cotocollao, un pueblo al norte de Quito. Dos años más tarde se celebraría el bimilenario nacimiento de Virgilio en 1930 por lo que publicaría a ese propósito "En el Bimilenario" un primer ensayo en 13 páginas que delinearía la dirección que tomaría su vida consagrada al estudio y difusión de las letras clásicas. Al siguiente año publicaría traducciones y estudios del poeta romano en 245 páginas titulado simplemente "Virgilio". Además del cultivo de las letras clásicas buscaría la creación del canon literario para Ecuador. 

### El Centro Cultural Aurelio Espinosa Pólit

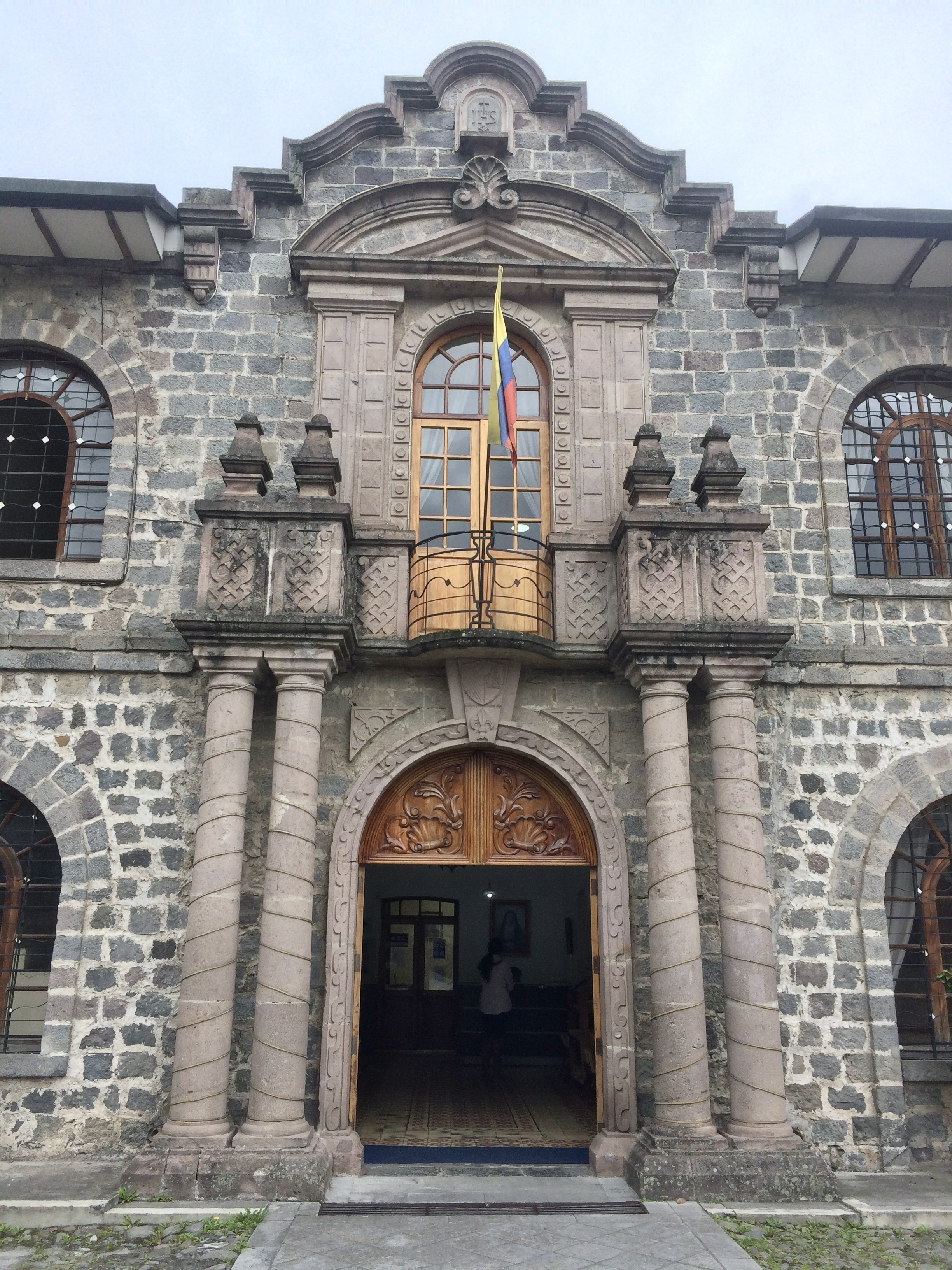
Fachada de la Biblioteca Aurelio Espinosa Pólit

Así pues empezaría en 1930 una Biblioteca de Autores Nacionales en el Colegio jesuita en Cotocollao. Esto con el pasar de los años crecería hasta convertirse en la actual Biblioteca Ecuatoriana Aurelio Espinosa Polit, una de las más importantes de autores de ese país. Empezó como una biblioteca enfocada en las humanidades clásicas hasta que su tío, Manuel María Pólit quien para ese entonces era ya el arzobispo de Quito, le entregó un "legado documental" repleto de temas ecuatorianos que incluía además uno de los únicos tres originales de la Constitución de Ecuador de 1830. Desde ahí le daría un giro al proyecto para generalizar su enfoque a todas las letras de dicho país y consolidar un acervo nacional. En la actualidad esta biblioteca además de su especialidad en autores ecuatorianos, también reúne libros de autores internacionales que han estado vinculados a la historia de dicho país. Sobre la biblioteca se creó un "Centro cultural" que exhibe al público libros antiguos, pinturas de autores como Antonio Salas o Víctor Mideros, restos arqueológicos de la cultura Cotocollao (donde se erige el edificio), las investigaciones botánicas del padre Luis Sodiro, los mapas de Francisco Piñas y reliquias como los manuscritos del Himno Nacional escrito por Juan León Mera.

### Estudios Humanísticos

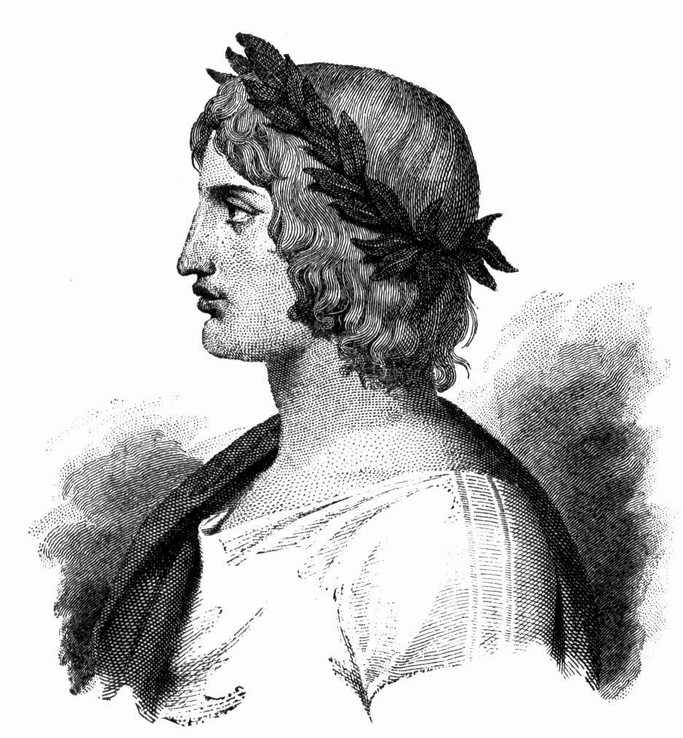
Virgilio, a quien traduciría y estudiaría durante su bimilenario

Dos años más tarde haría otro estudio de Virgilio en 1932 que lo publicaría bajo el título de “Virgilio el poeta y su misión providencial” en un total de 546 págs. Esta es considerada como una de sus más profundos estudios del poeta y sería prologada por el poeta Remigio Crespo Toral. Aportaría con tres sonetos propios al respecto en 1933 que se llamaron “La Ascensión espiritual de la crítica Virgiliana”, “Musicalismo en Virgilio” y “La idea madre de las Geórgicas”. También se dedicaría a estudiar a Horacio por lo que en 1935 escribió “Las poesías Latinas del padre Manuel José Proaño”, “En el bimilenario Horaciano” y un año después “Una nueva traducción horatiana”. Esto lo complementaría con el estudio del poeta José Joaquín de Olmedo en 1937 y publicaría un ensayo titulado “Olmedo y Horacio, las dos águilas”. Después publicaría “Doce Odas de Horacio”, traducciones al español y en verso. Además también dedicaría esfuerzos al estudio de Sófocles con la traducción del “Edipo Rey” en 1935. Su influencia en Ecuador dio frutos y empezarían a representarse estos clásicos de la literatura. El Edipo Rey sería presentado con la música coral de Belisario Peña Ponce, con mucho éxito. Vería una segunda edición de su traducción en 1945. Dedicaría varias publicaciones a temas religiosos. En 1936 publicó “Coloquios con Jesús en el Santísimo Sacramento” y el año siguiente tradujo del inglés “Siete poesías sagradas de Florence Bennett Anderson”. Después escribiría una tragedia titulada “Edipo en el Colono y el Colegio de Cotocollao". Publicaría después cuatro tomos de poesía titulados “Alma Adentro” a propósito de la memoria de su padre, con versos de carácter religioso. A su madre en cambio le dedicaría “En el mismo laúd”. Se preocuparía por la enseñanza de las letras para lo cual escribiría los importantes ensayos “La Cooperación de los padres en la educación” y “Los Clásicos de la Literatura ecuatoriana”. Su obra religiosa continuaría con la publicación en 1940 del libro “La dicha en que vivimos”.

### Fundación de la Pontificia Universidad Católica del Ecuador

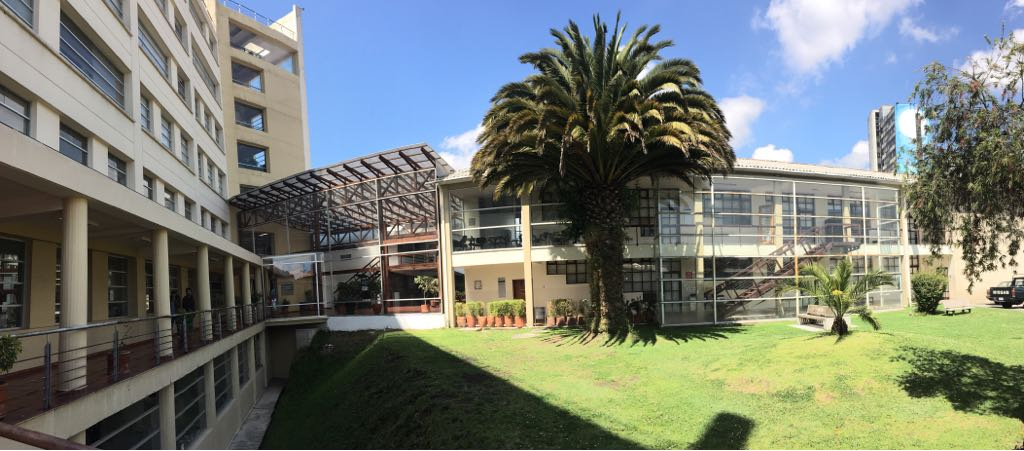
Pontificia Universidad Católica del Ecuador (PUCE), sede en la ciudad de Quito, donde sería su primer rector y participaría en su fundación.

Después sería miembro fundador de la Casa de la Cultura Ecuatoriana y posteriormente en 1946 fundó la Pontificia Universidad Católica con Julio Tobar Donoso y el Arzobispo Carlos María de la Torre. Sería además su primer rector para lo cual se dedicaría a la enseñanza de griego y literatura griega. El proyecto sería presentado junto a Julio Tobar Donoso. Fue aprobado por el presidente Velasco Ibarra el 2 de julio de 1946, y se hizo un decreto de ley que entraría ese mismo año al Registro Oficial. Actualmente esta institución en su honor otorga el Premio Nacional de Literatura, al considerarlo uno de los principales filólogos y humanistas de América Latina. Además, dentro de sus principales discípulos se encuentra el prolífico escritor Hernán Rodríguez Castelo, quien le llevaría la posta en los estudios humanísticos y el rescate de las letras de ese país.

### La Biblioteca Ecuatoriana Mínima
Después dedicaría su vida a la historia por lo que en 1953 formaría parte de la Academia Nacional de Historia. Allí haría también el prologó de la importante publicación “La iglesia modeladora de la nacionalidad” de Julio Tobar Donoso. Después publicaría un libro propio al año siguiente titulado “Temas Ecuatorianos” en 362 páginas con una serie de ensayos acerca de las letras y la historia de dicho país. Además tradujo la Antígona de Sófocles en versos castellanos, y a esta publicación griega lo que complementaría con la latina “Roma y nuestro mundo americano”. Desde en año 1956 lideraría el proyecto “Biblioteca Ecuatoriana Mínima” que se convertiría en la práctica en el restablecimiento del canon literario de dicho país con el rescate y puesta en relieve de autores desde el siglo XVI hasta la actualidad. Dentro de los autores importantes fueron Antonio de Bastidas, Jacinto de Evia, Juan Bautista Aguirre, Juan de Velasco y Gaspar de Villarroel. 

Portadas de algunos libros de la Biblioteca Ecuatoriana Mínima
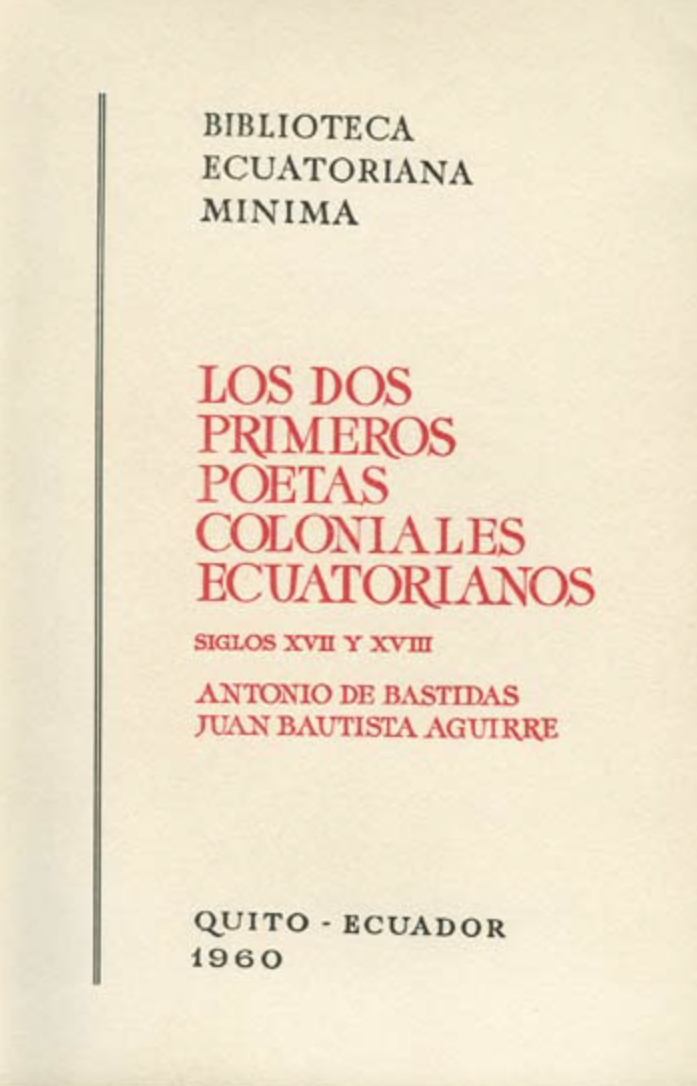
Los dos primeros poetas coloniales ecuatorianos
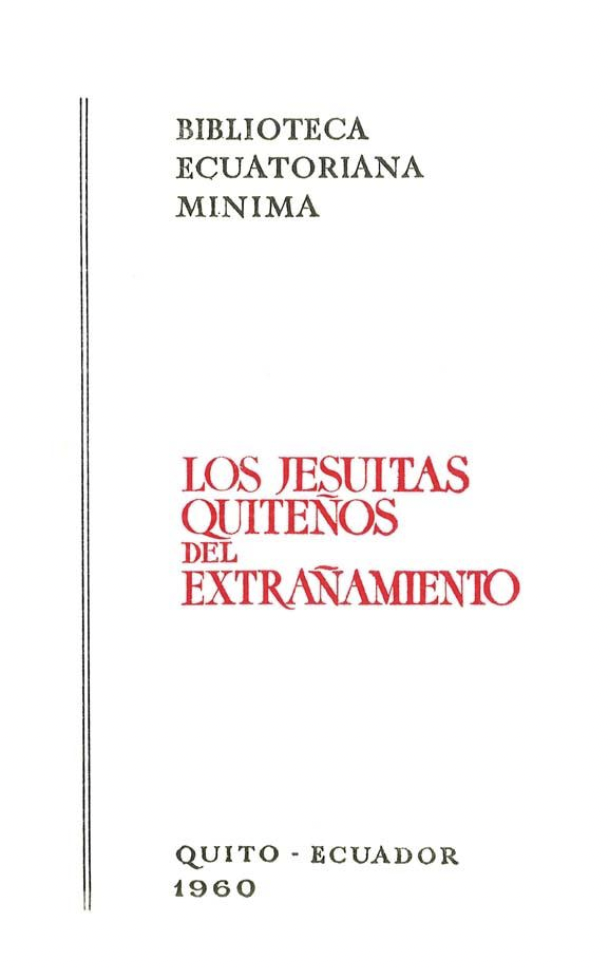
Los Jesuitas Quiteños del Extrañamiento
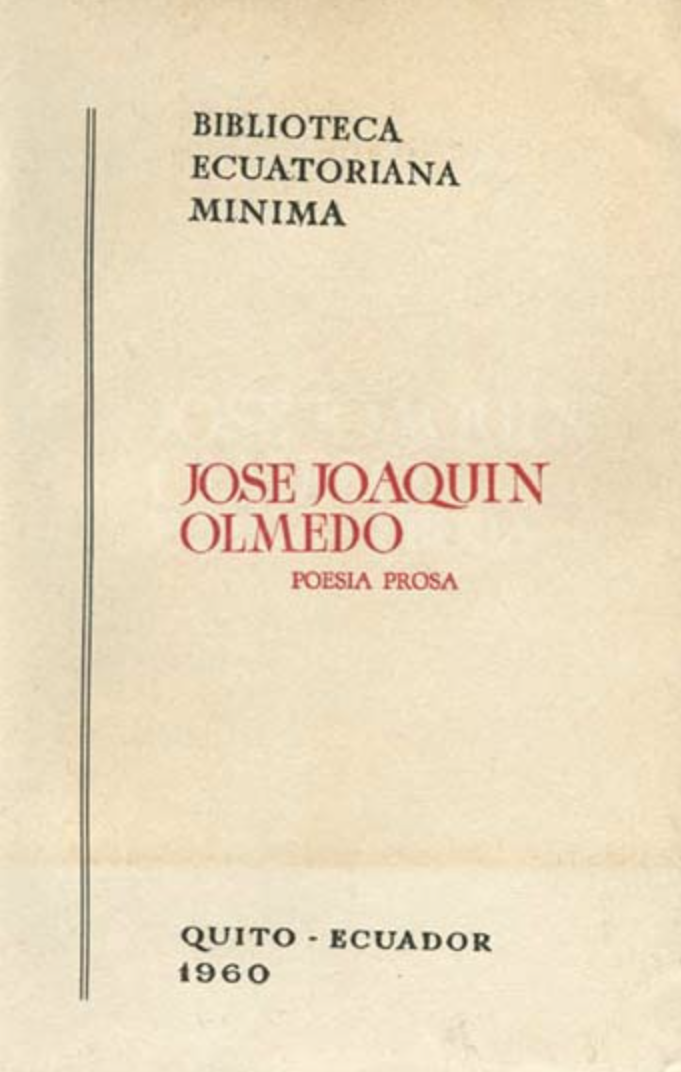
Poesía y prosa de Olmedo
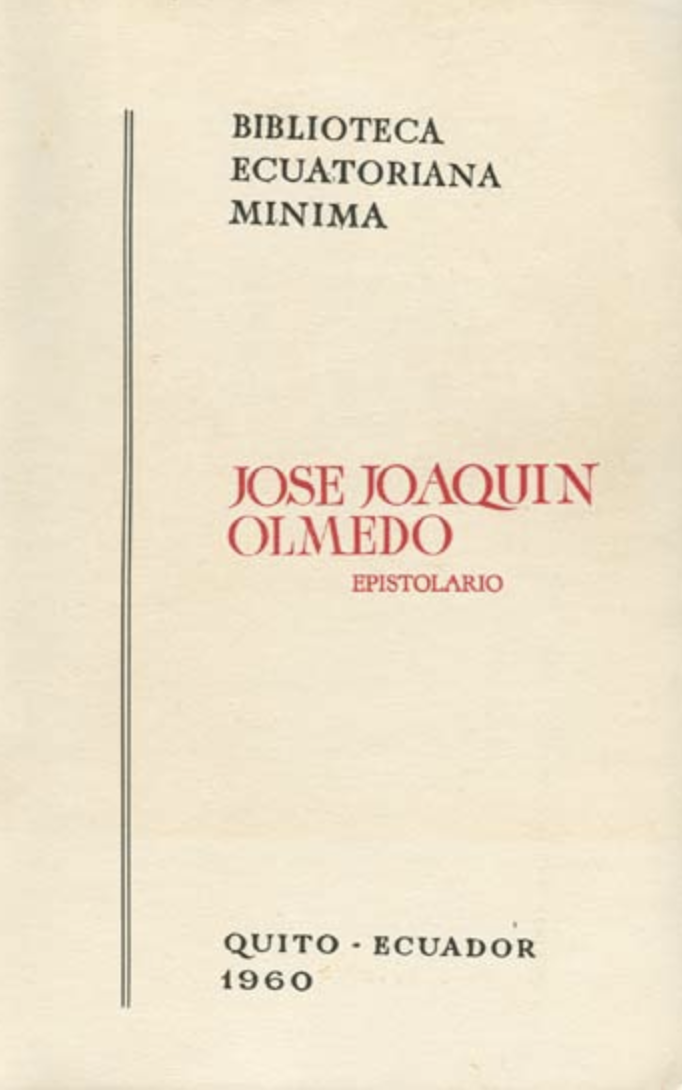
Epistolario de Olmedo
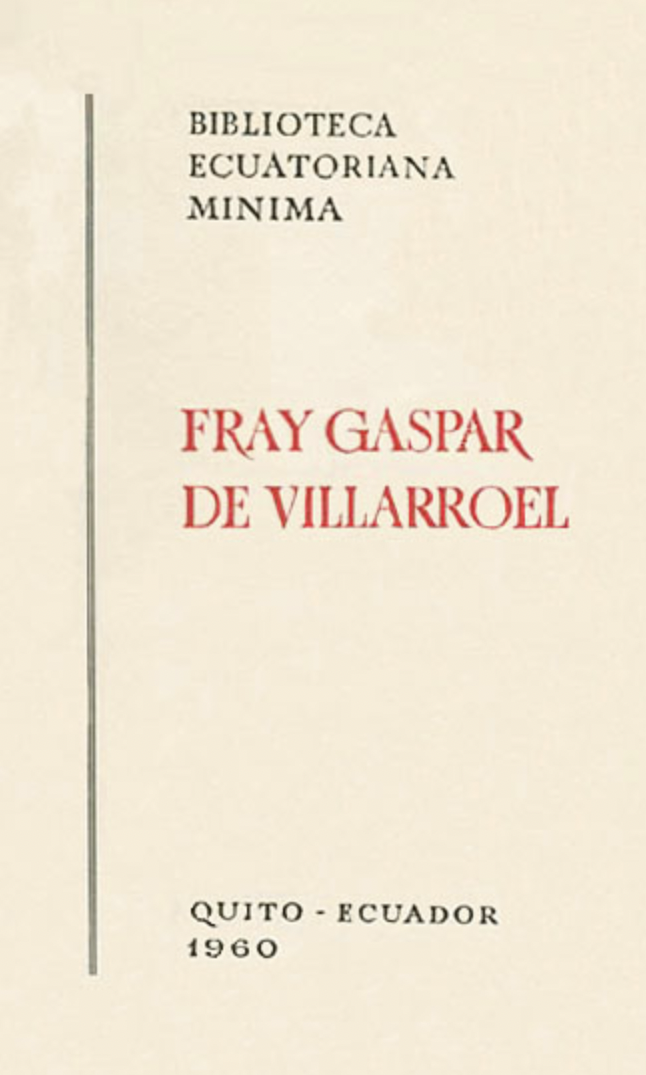
Fray Gaspar de Villarroel

### Últimos años y fallecimiento
Sus últimos años los dedicaría a escribir “Autores Españoles” en la Colección Biblioteca del Estudiante, y en 1960 publicaría “El laicismo, la herejía del día”. Autorizó que se edite una segunda edición de Virgilio, con el título de “Síntesis Virgiliana” pocos días antes de su muerte. Falleció en Quito, el 21 de enero de 1961, cuando tenía sesenta y seis años. En 1961, después de su muerte la biblioteca que había formado tomó su nombre. Después de 66 años de que empezó la biblioteca, su importancia fue reconocida y en 1995, el Congreso de Ecuador promulgó una ley en la que se la consideraba "como obra de interés nacional", le otorgó fondos propios y la declaró archivo del Depósito Legal del Libro y Publicaciones Ecuatorianos. Esto siguió en los años posteriores y en 1999 la biblioteca ganó el Premio Nacional Eugenio Espejo, además también recibió el Premio Pío Jaramillo Alvarado otorgado por la Facultad Latinoamericana de Ciencias Sociales (FLACSO) en abril de 2000. Por último la UNESCO otorgó un certificado por custodiar la Memoria Científica de América Andina por lo que fue incorporada en el registro de la Memoria del Mundo de América Latina y del Caribe en septiembre de 2002.

## Resumen de su obra
Maestro y escritor, derramó prolíficamente el tesoro de su saber y de sus vivencias sacerdotales en las sucesivas generaciones de alumnos jesuitas, al principio y más tarde, de universitarios de la Universidad Católica del Ecuador, de la que fue su fundador y primer Rector vitalicio. De su pluma fueron brotando con prodigalidad sus escritos, sus libros, sus opúsculos, sus conferencias, sus discursos, los que al fin de su vida pudieron consignarse en una extensa bibliografía de más de 600 títulos, muchos de los cuales corresponden a libros de gran volumen y de excepcional valor y trascendencia literaria e histórica, como la traducción en verso castellano de las obras completas de los poetas latinos Virgilio y Horacio y del dramaturgo griego Sófocles o el magnífico y original estudio crítico: "Virgilio, el poeta y su misión providencial", premio nacional de literatura, Cuenca 1933, que se impuso a la atención de la crítica literaria universal.
O las ediciones críticas de la Vida de Santa Mariana de Jesús por el P. Jacinto Morán de Butrón, de la Historia del Reino de Quito por el P. Juan de Velasco, de los escritos de los jesuitas del extrañamiento decretado por el Rey Carlos III de España; de las obras y epistolario de Olmedo, autor al que también dedicó un hermoso libro: "Olmedo en la Historia y en las letras". Autor de la canción "Dios de Amores" dedicada al Sagrado Corazón de Jesús. Fue elegido miembro correspondiente de la Academia Mexicana de la Lengua.

### Estudio sobre José Joaquín de Olmedo

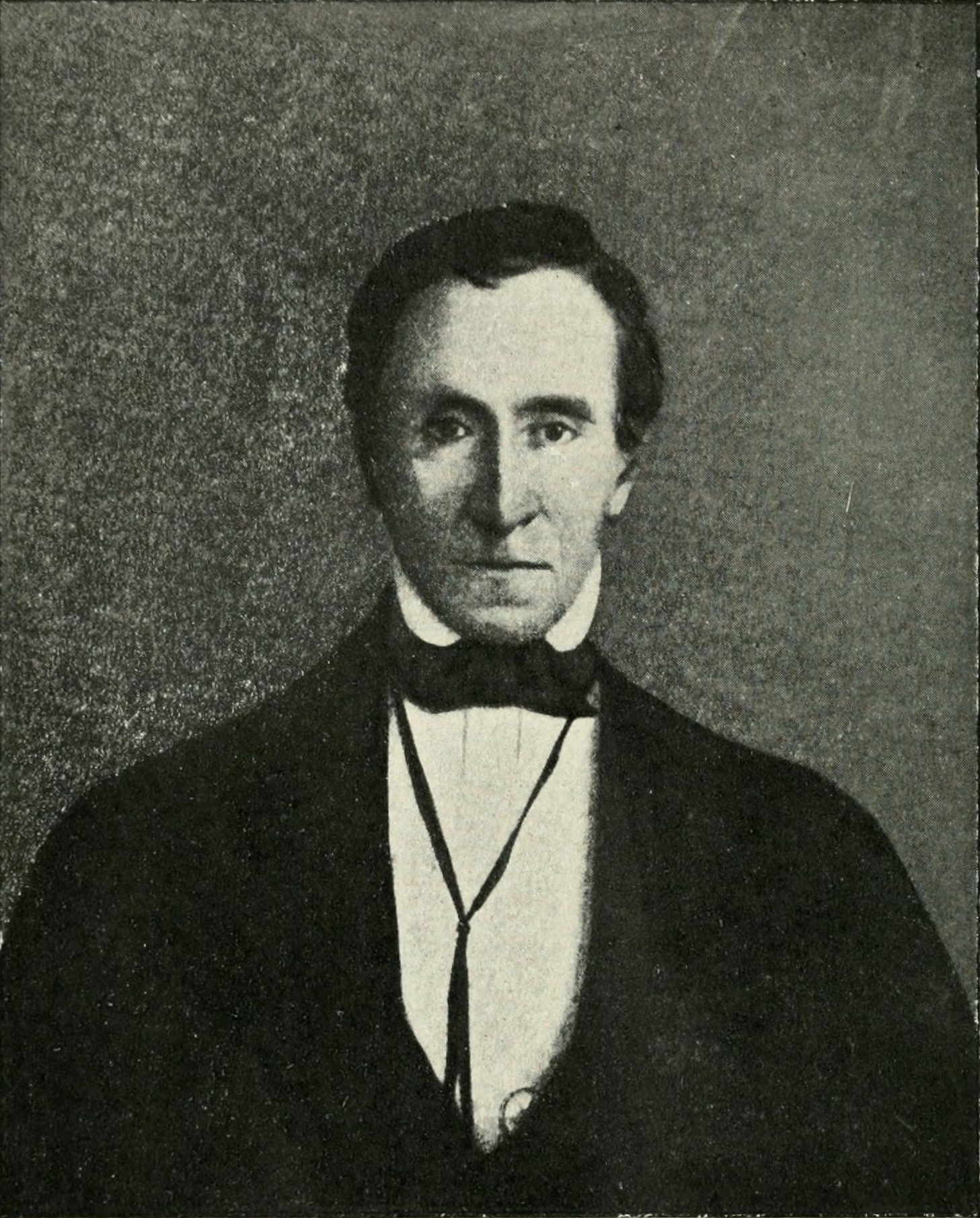
José Joaquín de Olmedo a quien dedicaría dos libros para su poesía y prosa respectivamente.

Espinosa Pólit dedicó mucha energía al estudio de la vida y obra de José Joaquín de Olmedo. Empezaría con su ensayo donde lo comparaba en su rol de poeta fundacional con Horacio. Años más tarde le dedicó dos libros dentro de la Biblioteca Ecuatoriana Mínima: uno a su obra poética y otro a su epistolario que forman parte esencial a la faceta de Olmedo tanto como poeta como pensador político puesto que a través de sus cartas se revela sus ideales liberales y su relación con los demás políticos importantes de la independencia. En cuanto a la poesía fue importante la crítica que hizo sobre la totalidad de su obra puesto que llegaría a la conclusión de que era difícil reconciliar sus escritos a veces contradictorios por el increíble contraste entre sus poema El Canto a Bolívar y la Oda a Flores con el resto de su obra. Dentro del estudio de la Batalla de Junín, trata la polémica que hubo entre Bolívar y Olmedo sobre la inclusión de Huayna Capac dentro del canto, la defensa del autor sobre su idea original y la recepción posterior por el resto de la crítica. Concluye pues que, aunque se han dedicado, y se seguirán dedicando muchos poemas a Bolívar, ninguno intenta siquiera superar a Olmedo que tiene asegurado su puesto dentro de la historia con esta contribución literaria. Por otra parte, en el epistolario, se detalla su amistad con muchas personas importantes durante las guerras de la independencia, sus ideas y su cercanía con Andrés Bello.

### Estudio sobre Antonio de Bastidas
El libro "Ramillete de varias flores poéticas. recogidas y cultivadas en los primeros abriles de sus años", inicialmente atribuido a Jacinto de Evia, fue objeto de una corrección por parte de Espinosa Pólit, quien identificó a Bastidas como su principal autor. Además, Espinosa Pólit zanjó la controversia sobre el posible origen sevillano de Bastidas, confirmando que nació en Guayaquil, lo que lo convirtió en el primer poeta ecuatoriano reconocido. Si bien Espinosa Pólit reconoció que los primeros versos registrados en la Real Audiencia de Quito fueron de Teresa de Cepeda y Fuentes, destacó que la publicación del "Ramillete" marcó la edición del primer poemario completo en España. Espinosa Pólit consideraba que el estilo culterano empleado por Bastidas resultaba artificial y carente de la profundidad emocional que, a su juicio, caracterizaba a la buena poesía. Sin embargo el valor del Ramillete radica en lo académico, ya que Bastidas era profesor de retórica y poética, y a partir de sus cursos surgiría el libro junto a dos de sus alumnos Jacinto de Evia y Hernando Domínguez Camargo.

### Estudio sobre Mariana de Jesús
Además haría un estudio de la biografía hecha por Jacinto Morán de Butrón sobre la vida de la Santa Mariana de Jesús Paredes. Este estudio escrito en el siglo XVIII se caracterizaba por un estilo extremadamente culterano que le daba un lenguaje difícil de entender y requería una actualización. En su libro, Espinosa Pólit estudia tanto los hechos historiográficos relevantes, como la dimensión espiritual, poniendo en relieve su vida ascética que incluía sus mortificaciones, su espiritualidad, su santidad, su relación con la Compañía de Jesús, el rol del padre Camacho como su director espiritual, la importancia de la orden dominica para su vida espiritual, su práctica de los Ejercicios espirituales de San Ignacio, y su muerte final como mártir. Fue una actualización de la biografía de Mariana de Jesús en un siglo en el que se logró que fuera declarada santa por la Iglesia Católica. De esta manera continuaría el trabajo iniciado por Julio Matovelle en el siglo XIX cuando impulsó primeramente su beatificación.

## Legado

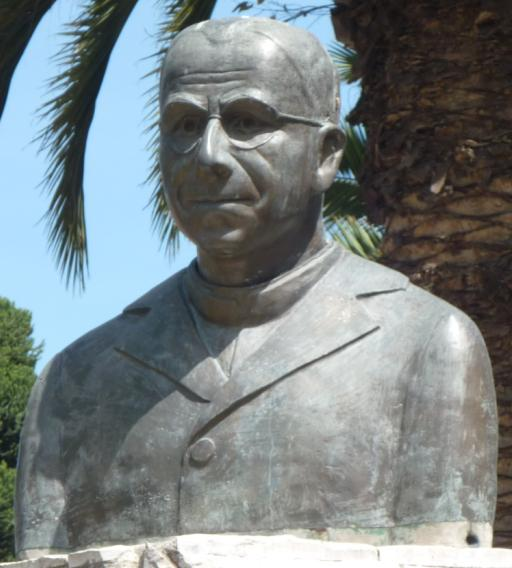
Busto en la Biblioteca Espinosa Polit

Espinosa Pólit fue un humanista que se preocupó por la educación y el impulso de las letras en Ecuador y América Latina. Su vida dedicó siempre a proyectos importantes como la fundación de la Universidad Católica, la creación de una Biblioteca Nacional, la edición de los autores clásicos de la civilización occidental y de su país. Fue una referencia permanente y una autoridad en su campo por lo que era consultado para todo tipo de proyectos. Desde convertirlo en miembro fundador de la Casa de la Cultura Ecuatoriana, hasta para resolver polémicas acerca de posibles cambios al Himno Nacional de su país (junto al hijo del autor del mismo, Juan León Mera). Su criterio literario, histórico y lingüístico fue siempre tenido en alta estima y sería estudiado en años posteriores dentro de la edición del libro "Pensamiento de Aurelio Espinosa Pólit" como parte del proyecto "Biblioteca Básica del Pensamiento Ecuatoriano" de la Corporación Editora Nacional. Asimismo, sus criterios literarios serían parte del número titulado "Pensamiento Estético Ecuatoriano" donde figura junto a personas importantes como Federico González Suárez y José María Vargas. Además, en su honor se creó el Premio Nacional de Literatura Aurelio Espinosa Pólit, que reconoce los esfuerzos en poesía, ensayo, cuento, novela , y teatro que han realizado autores ecuatorianos desde el año 1975 que fue su primera entrega. Su fallecimiento fue recibido con profunda tristeza pues sus aportes en vida fueron grandes, por lo que su falta fue de inmediato sentida. Su legado continuó de la mano de sus discípulos, dentro de los cuales destaca el prolífico autor Hernán Rodríguez Catelo.
Su pensamiento humanista lo resumió en la frase:

No digamos, pues: ¿Qué necesidad hay en el Siglo XX del conocimiento de la antigüedad? La necesidad que tenemos es la que tiene toda planta de quedar unida a sus raíces, y todo río de no interrumpir el paso directo del manantial; la necesidad de no afanarnos inútilmente por descubrir lo que ya está descubierto, por volver a empezar procesos de iniciación, tiempo ya superado, y con qué perfección… ; la necesidad de no desperdiciar neciamente tan valiosas experiencias como están acumuladas en los escritos de los antiguos, tantos tesoros de psicología, observaciones admirables de los repliegues íntimos del corazón humano, de las que supieron sacar incomparables lecciones para la ciencia suprema de la vida.
Aurelio Espinosa Pólit

Sobre su obra escribiría en sus ensayos Remigio Crespo Toral quien rescataría su labor pedagógica y humanista, al rescatar el mundo clásico y mantener viva su enseñanza en Ecuador, después de la implantación del laicismo con la revolución liberal:

"Virgilio el poeta y su misión providencial" inicia en estos países de Hispano-América nueva simpatía por los estudios clásicos, que más bien debían calificarse seculares y universales. El Ecuador que extendió el ímpetu revolucionario, por sugestión de vanguardia y menosprecio de la tradición, hasta los campos de la literatura, desterrándolo de las aulas el griego y el latín, hoy ha vuelto a las letras sabias, con el establecimiento de la Facultad que las sustenta en la Universidad Central. [...] En las corporaciones religiosas, continuando la labor de los predecesores insignes desde la Edad Media hasta hoy, ha permanecido encendido el fuego de los númenes greco-latinos, sobre los que se levantó triunfal el arte cristiano, mediante un ensamble de belleza, que forma la parte más delicada de la cultura moderna.
Crespo Toral sobre Aurelio Espinosa Pólit

## Listado de sus publicaciones

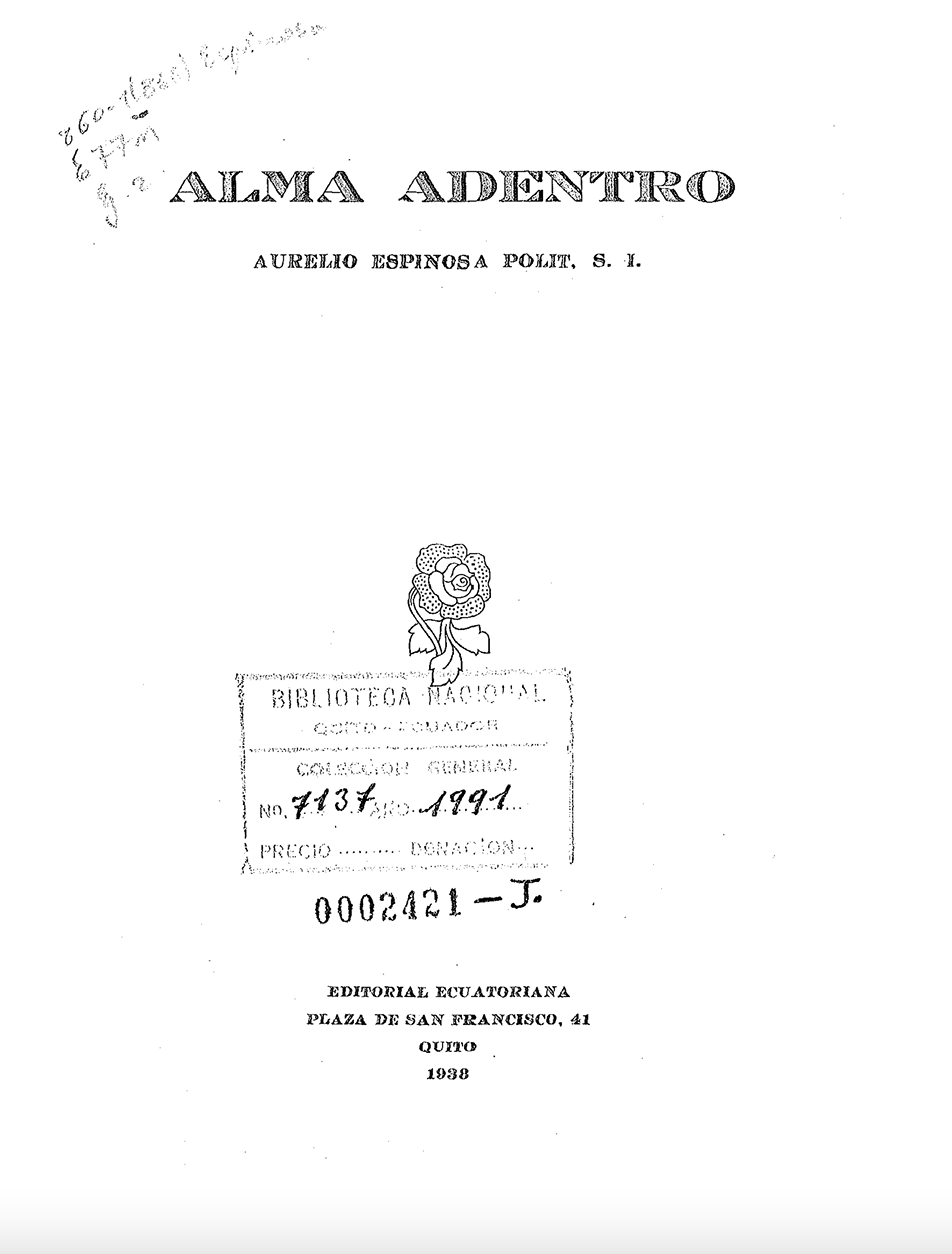
Alma adentro, poemario de Espinosa Pólit

Su obra es amplia y está comprendida por traducciones, ensayos, poesía y biografías. 

### Traducciones
- Virgilio en verso castellano: Bucólicas, Geórgicas y Eneida. (México, 1961)
- Edipo Rey en verso castellano (Quito, 1935-1945)
- Teatro de Sófocles (Quito, 1960)
- Una nueva traducción horatiana (Quito, 1936)

### Crítica literaria
- Virgilio, el poeta y su misión providencial (Quito, 1932)
- Dieciocho clases de literatura (Quito, 1947)
- El Lebrel del Cielo de Francis Thompson.  (Quito, 1948)
- Los dos primeros poetas coloniales ecuatorianos, siglos XVII y XVIII: Antonio de Bastidas y Juan Bautista Aguirre (Puebla, 1959)
- El Padre Juan de Velasco (Puebla, 1960)
- Los jesuitas quiteños del extrañamiento (Puebla, 1960)
- Epistolario de José Joaquín de Olmedo (Puebla, 1960)
- Poesía y prosa de José Joaquín de Olmedo (Puebla, 1960)
- Síntesis virgiliana (Quito, 1960)
- Trozos selectos de autores ecuatorianos (Quito, 1962)
- Lecciones para leer Égloga trágica de Gonzalo Zaldumbide (Quito, 2001)

### Ensayos
- La ascension espiritual de la crítica virgiliana (Quito, 1933)
- Los clásicos y la literatura ecuatoriana (Quito, 1938)
- Coloquios con Jesús en el Santísimo Sacramento (Quito, 1947)
- Reseña histórica del Himno Nacional Ecuatoriano (Quito, 1948)
- Santa Mariana de Jesus vida y novena indulgenciada (Quito, 1951)
- Posiciones católicas en educación (Quito, 1953)
- Temas ecuatorianos (Quito, 1954)
- Cien autores ecuatorianos de mediados del siglo XVI al primer cuarto del siglo XX (Quito, 1957)
- Roma y nuestro mundo americano (Quito, 1956)
- Curso de cultura superior religiosa (Quito, 1958)
- La dicha que vivimos la vocación al apostolado a la luz de los evangelios y epístola (Quito, 1959)
- Patria y religión Filiación hispánica de nuestra América (Quito, 1994)

### Lingüística
- Resumen sintético de análisis gramatical y lógico (Quito, 1949)

- Gramática latina y escritos complementarios, estudio a Andrés Bello (Quito, 1958)
- Temas ecuatorianos lengua y literatura (Quito, 1996)

### Poesía
- Del mismo laúd (1914)
- Alma adentro (1938)
- Estaciones y cristofanías (1944)
- La fuente intermitente (1946)
- Poesía completa (1996)

### Biografías
- Olmedo en la historia y en las letras. Siete estudios (Quito, 1955)
- Santa Mariana de Jesús, hija de la Compañía de Jesús (Quito, 1956)